# San Agustín (Córdoba)
San Agustín is een plaats in het Argentijnse bestuurlijke gebied Calamuchita in de provincie Córdoba. De plaats telt 2.870 inwoners.